# Brajše
Brajše (cyr. Брајше) – wieś w Czarnogórze, w gminie Ulcinj. W 2011 roku liczyła 730 mieszkańców.